# Castrillo-Tejeriego
Castrillo-Tejeriego ist ein Ort und eine Gemeinde mit nur noch 152 Einwohnern (Stand: 2024) im Osten der Provinz Valladolid in der Region Kastilien-León in Spanien. 

## Lage
Castrillo-Tejeriego liegt in der Iberischen Meseta gut 29 Kilometer (Fahrtstrecke) ostnordöstlich vom Stadtzentrum von Valladolid in einer Höhe von ca. 800 m. Das Klima im Winter ist kalt, im Sommer dagegen warm bis heiß; der spärliche Regen (ca. 539 mm/Jahr) fällt übers Jahr verteilt.

## Bevölkerungsentwicklung
| Jahr      | 1970 | 1981 | 1991 | 2001 | 2011 | 2021 |
| --------- | ---- | ---- | ---- | ---- | ---- | ---- |
| Einwohner | 453  | 353  | 322  | 254  | 203  | 162  |

## Sehenswürdigkeiten
- Magdalenenkirche (Iglesia de Santa María Magdalena)

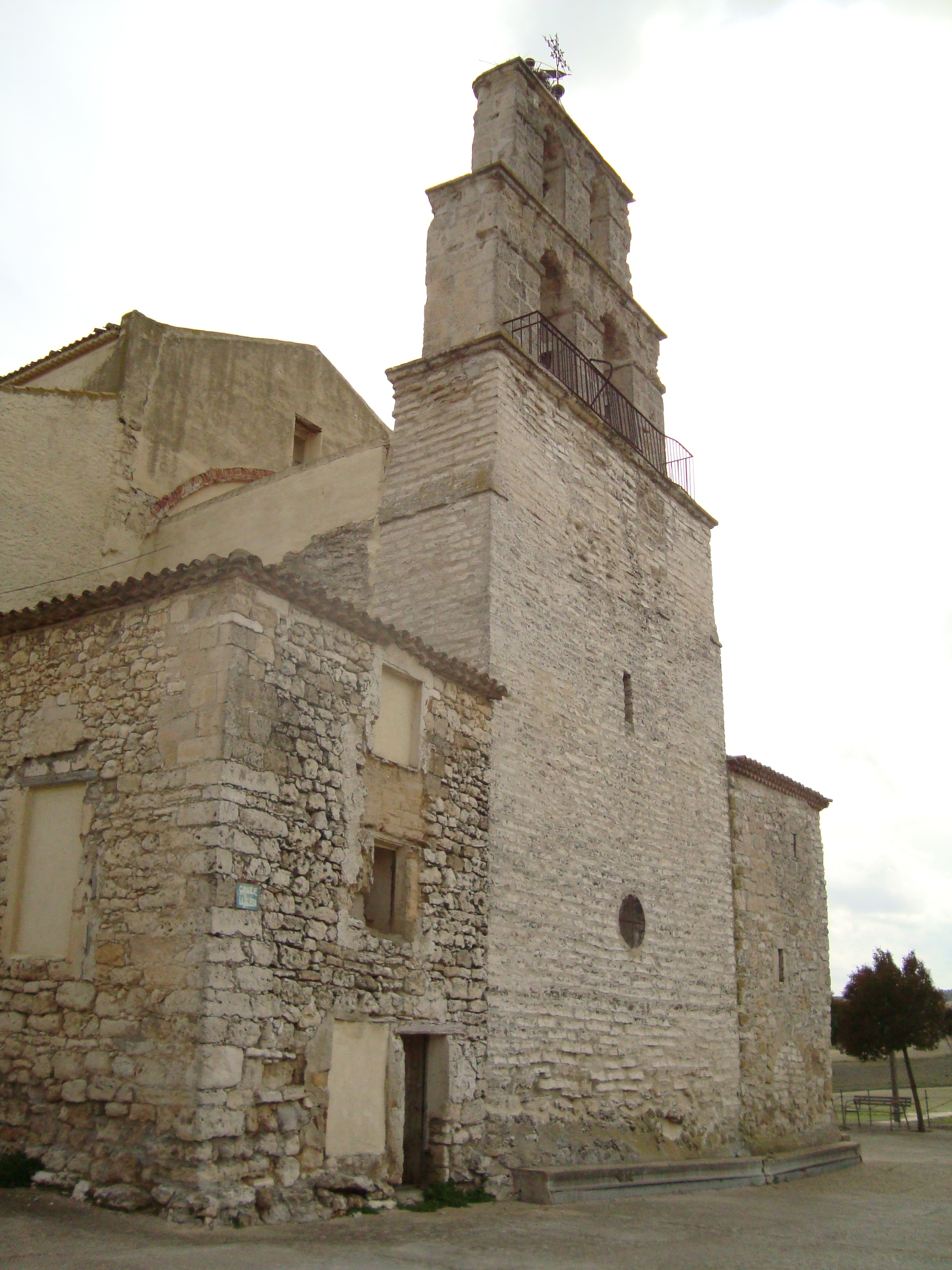
Marienkirche
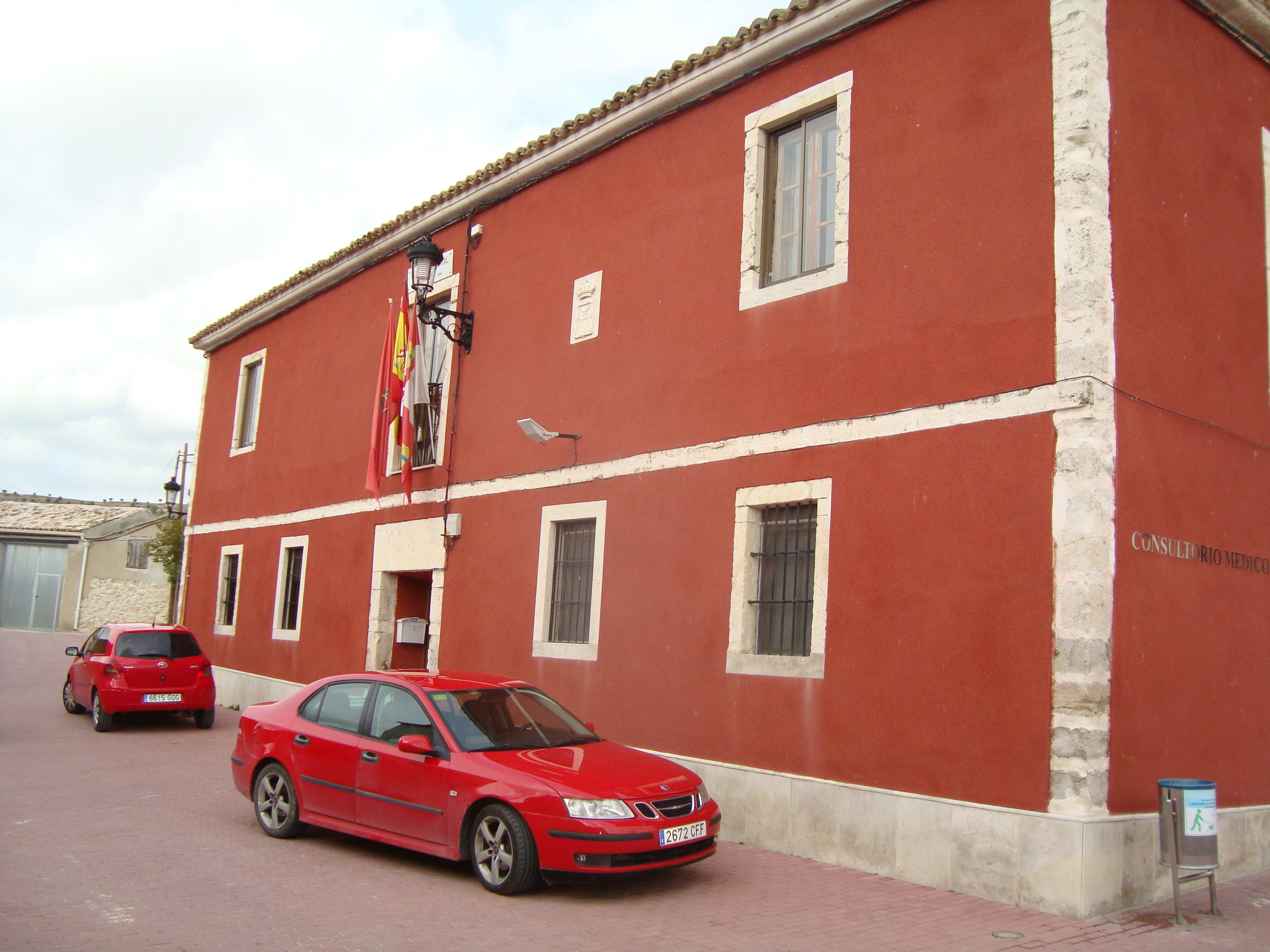
Rathaus